# Powiat de Kępno
Le powiat de Kępno (en polonais : powiat kępiński) est un powiat appartenant à la voïvodie de Grande-Pologne dans le centre-ouest de la Pologne.

## Division administrative
Le powiat compte 7 communes :
- 1 commune urbaine-rurale : Kępno ;
- 6 communes rurales : Baranów, Bralin, Łęka Opatowska, Perzów, Rychtal et Trzcinica.